# ریکا مامیا
ریکا مامیا (انگلیسی: Rika Mamiya؛ زادهٔ ۷ مارس ۱۹۹۲) خواننده، بازیگر، و مدل (شخص) اهل ژاپن است.

## زندگی
او کار خود را در سال 2008 با حضور در مجله مد Ranzuki اغاز کرد و تا اکتبر 2010 ادامه داد. او همچنین در رویدادهای مد مانند جشنواره زنان شیبویا  و جشنواره شیبویا گال شرکت کرد 